# Пинту, Куштодиу
Куштодиу Жуан Пинту (порт. Custódio João Pinto; 9 февраля 1942, Монтижу — 21 февраля 2004, Гондомар) — португальский футболист, бронзовый призёр чемпионата мира (1966).

## Биография

### Игровая карьера
В возрасте 19 лет Пинту стал игроком «Порту», в составе которого отыграл 10 сезонов, сыграв за «драконов» 311 матчей в разных турнирах и выиграл Кубок Португалии 1968 года.
Летом 1971 года перешёл в клуб «Витория Гимарайнш», в котором отыграл 4 сезона. Затем Пинту играл в командах «Пасуш де Феррейра» (1975—1978), «Рио Тинто» (1978—1979) и «Оливейра ду Байрро» (1980—1981), в котором завершил карьеру игрока.
Был игроком сборной Португалии, за которую сыграл 13 матчей и стал бронзовым призёром на ЧМ-1966, но на самом турнире не играл.

### Смерть
Скончался 21 февраля 2004 года в возрасте 62 лет.

## Достижения
«Порту»
- Кубок Португалии (1): 1967/68